# 탐페레 공회당

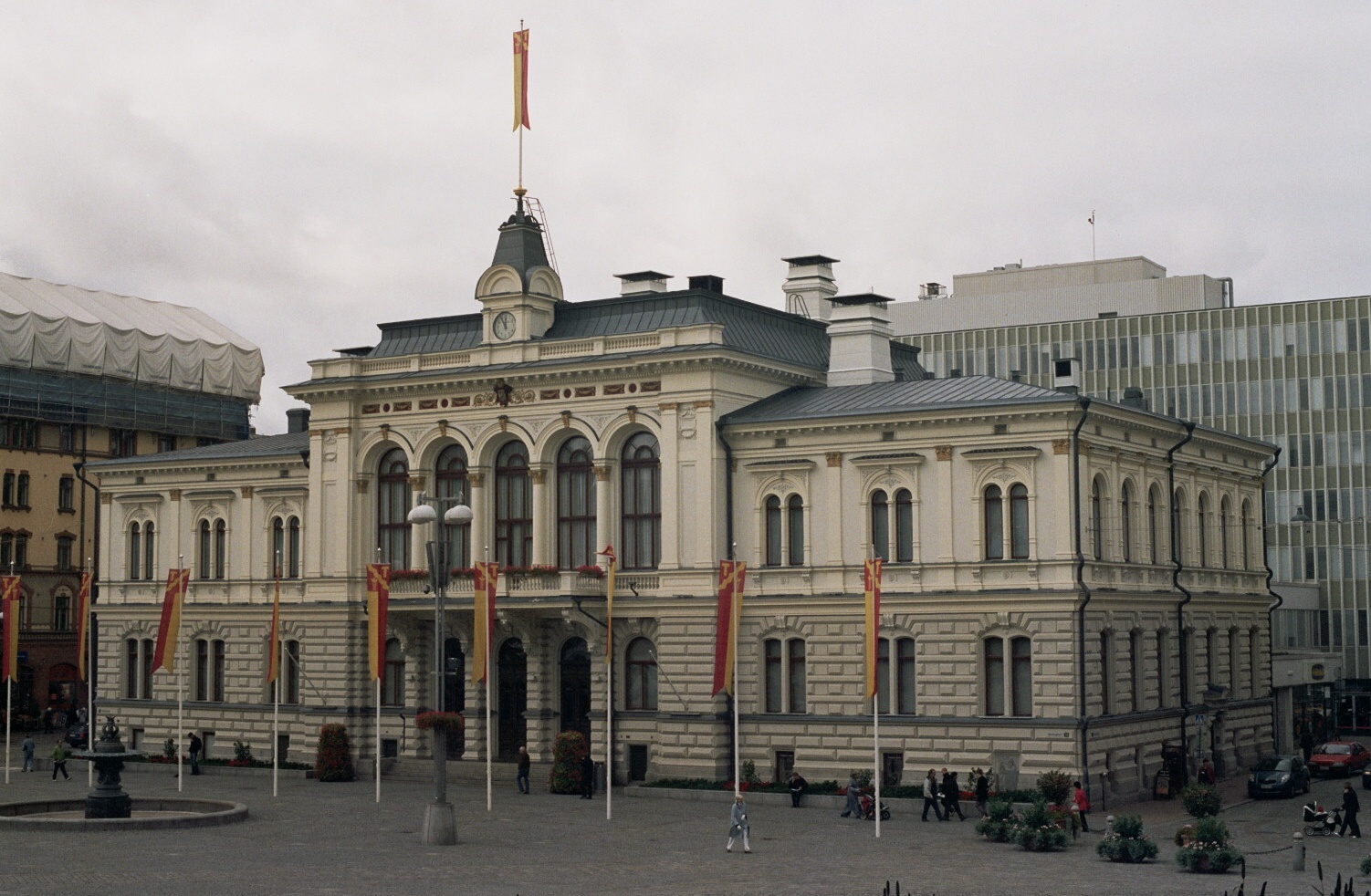
2008년 촬영된 탐페레 공회당.

탐페레 공회당(핀란드어: Tampereen Raatihuone 탐페레 라티후오네[*])은 핀란드 탐페레 중앙광장에 면한 건물이다. 게오르크 슈렉이 설계한 신르네상스양식 석조건물이며, 1890년 완공되었다. 1920년대까지는 시청 및 시참사회가 입주한 청사로 사용되었다. 1905년 총파업 당시 적색선언이 이 공회당 발코니에서 발표되었다.